# مايك كونكل
مايك كونكل (بالإنجليزية: Mike Kunkel)‏ هو فنان قصص مصورة أمريكي، ولد في 30 سبتمبر 1969.

## وصلات خارجية
- الموقع الرسمي
- مايك كونكل على موقع IMDb (الإنجليزية)